# Внешняя политика Белорусской ССР

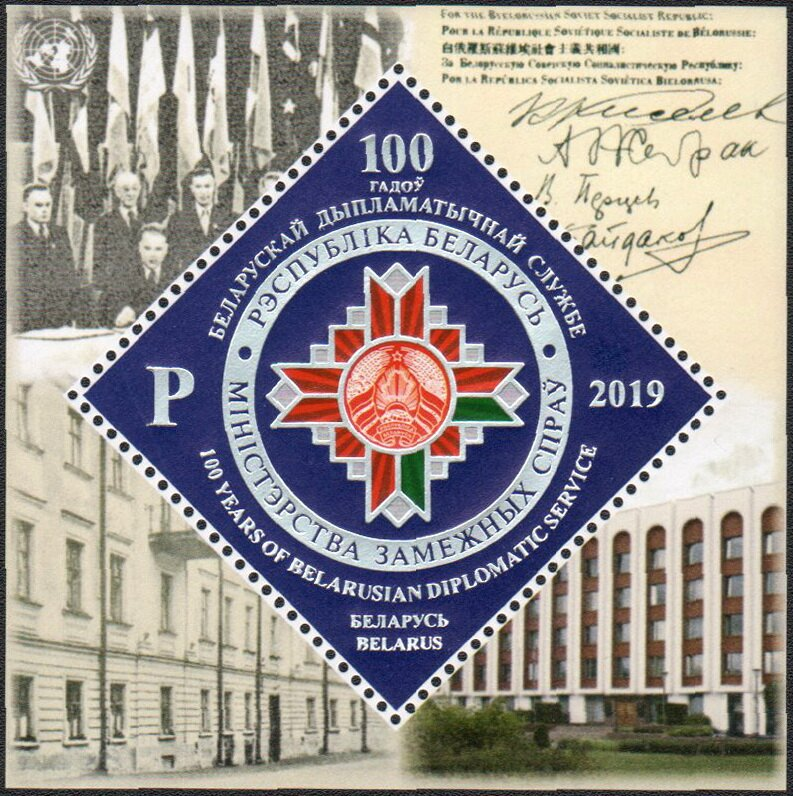
Почтовый блок Республики Беларусь, посвящённый столетию дипломатической службы страны. На марке в блоке размещена эмблема МИД РБ. На полях блока, по часовой стрелке, начиная с верхнего левого угла: подписание Устава ООН на конференции в Сан-Франциско делегацией Белорусской ССР, 26 июня 1945 года; подписи под Уставом ООН членов делегации Белорусской ССР: К. Киселёва, К. Жебрака, В. Перцева, Г. Байдакова; здание МИД

Внешняя политика Белорусской ССР, как части Советского Союза, осуществлялась благодаря получению по итогам Второй мировой войны права на ведение международных дел. Наряду с Украинской ССР она стала одной из стран-основательниц ООН. Членство в ней стало важнейшим направлением внешнеполитической деятельности. По вопросам, которые касались Холодной войны, белорусская дипломатия отстаивала позиции социалистического лагеря. В 1974—1975 годах республика являлась непостоянным членом Совета Безопасности ООН. Помимо того, Минск развивал торгово-экономические, культурные и научные связи с различными государствами. Однако Советская Белоруссия не была самостоятельной на международной арене, поскольку её внешнеполитический курс определялся общесоюзным руководством.
По состоянию на 1988 год БССР являлась участником 156 международных договоров и соглашений и имела представителей в более 60 межправительственных организаций и их органов, входивших в систему ООН. Белоруссия имела представительства при ООН в Нью-Йорке, при международных организациях в Вене, Париже и Женеве. В Минске работали генеральные консульства Польши, ГДР и Болгарии.

## Выход на международную арену
В 1919—1922 годах Белорусская ССР была признана РСФСР и другими советскими республиками, а также Польшей и Германией. Страна де-факто поддерживала контакты с Латвией, Литвой, Эстонией, Австрией, Чехословакией, Турцией, Италией и Великобританией. Внешняя политика Минска осуществлялась в рамках дипломатического союза советских республик, объединённых вокруг РСФСР. Так, например, в 1921 году БССР передала Москве право вести от своего имени переговоры с Польшей. После вступления в состав СССР внешнеполитические полномочия государства были фактически прекращены, а внешнеполитическое ведомство ликвидировано. Это было зафиксировано в Конституциях БССР 1927 и 1937 годов.
В ходе подготовки к созданию ООН советские власти опасались, что Москва в ней могла оказаться в изоляции среди капиталистических стран. Как решение данной проблемы предполагалось включить в будущую организацию семь союзных республик, в том числе Белоруссию, понёсших наибольшие потери во Второй мировой. 26 июля 1943 года Кремль официально выступил с подобным предложением к союзникам. Однако британцы и американцы выступили против, поскольку у них не было конституционных полномочий на ведение внешнеполитической деятельности. 1 февраля 1944 года советское руководство приняло закон «О предоставлении союзным республикам полномочий в области внешних сношений», преследуя цель получить в их лице «множественное представительство» СССР на международной арене.
24 марта 1944 года на сессии Верховного Совета республики, проходившей в Гомеле, учреждён Народный комиссариат иностранных дел БССР (26 марта 1946 года орган преобразован в Министерство иностранных дел БССР). Решением депутатов в конституцию внесено положение о праве осуществлять внешнеполитическую деятельность.
Глава советского государства И. Сталин повторно попытался включить союзные республики в состав учредителей ООН (причём на этот раз все 16), но западные союзники снова выступили против. В связи с этим на Ялтинской конференции 1945 года выдвинуты кандидатуры только двух — Беларуси и Украины. Президент США Ф. Рузвельт и премьер-министр Великобритании У. Черчилль согласились на их членство, поскольку считали, что два дополнительных голоса для Кремля в Генассамблеи не перевесят чашу весов в пользу СССР. Официально включение республик в международную организацию было обосновано их значительным вкладом в победу над Германией. В ответ Советский Союз согласился на вступление в интересах Лондона — Британской Индии, в интересах Вашингтона — Филиппин.
6 мая 1945 года полномочная делегация во главе с наркомом иностранных дел Советской Белоруссии К. Киселёвым прибыла в Сан-Франциско и включилась в работу конференции Организации Объединённых Наций. 26 июня уполномоченные 50 стран-основательниц, в том числе и БССР, подписали Устав ООН.
В первые послевоенные годы среди значимых событий во внешнеполитической деятельности Минска выделяются: соглашения 1944—1945 годов с Польшей о добровольной репатриации белорусского и польского населения; Парижская мирная конференция 1946 года, созванная с целью выработки мирных договоров с Болгарией, Венгрией, Италией, Румынией и Финляндией — бывшими союзниками Германии; участие в 1949 году в работе международной конференции по защите жертв войны в Женеве.

## На платформе ООН

### Основная деятельность
Важным направлением внешнеполитической деятельности республики являлось её представительство в ООН. Белорусская делегация участвовала во всех очередных и внеочередных сессиях Генеральной Ассамблеи. Её члены назначались на разные руководящие должности в организации. Страна стала членом различных специализированных учреждений. С сентября 1958 года действовало Постоянное представительство БССР при ООН в Нью-Йорке во главе с Ф. Н. Грязновым.
В 1946 году по инициативе белорусской делегации 1-я сессия Генассамблеи приняла резолюцию о выдаче и наказании военных преступников. В 1968 году республика выступила соавтором резолюции, запрещающей использование иностранных наёмников против национально-освободительного движения и борьбы народа за независимость. В 1973 году по предложению Советской Белоруссии утверждены с некоторыми поправками Принципы международного сотрудничества в розыске, аресте, выдаче и наказании лиц, виновных в военных преступлениях и преступлениях против человечности. В 1977-м с подачи делегации БССР Генеральная Ассамблея приняла резолюцию о защите лиц, задержанных или лишённых свободы за борьбу против апартеида, расизма и расовой дискриминации, колониализма, агрессии и иностранной оккупации.
В 1959 году белорусские дипломаты инициировали принятие резолюции ГА ООН о международном поощрении научных исследований в области раковых заболеваний, в 1973 году — об использовании научно-технического прогресса в интересах мира и социального прогресса, в 1990 году — об укреплении международного сотрудничества и координации усилий в деле изучения, смягчения и минимизации последствий чернобыльской катастрофы. Последняя инициатива сподвигла международную организацию к созданию специализированного «чернобыльского» секретариата, сформирована межучрежденческая группа.
В 1947 году республика стала членом Международного союза электросвязи и Всемирного почтового союза, в 1948 году — Всемирной метеорологической организации и Всемирной организации здравоохранения, в 1954 году — Международной организации труда и ЮНЕСКО, в 1957 году — МАГАТЭ, в 1974 году — Всемирной организации интеллектуальной собственности. В 1965 году Минск стал участником Международного пакта о гражданских и политических правах, Международного пакта об экономических, социальных и культурных правах, Международной конвенции о ликвидации всех форм расовой дискриминации, а в 1985 году — Организации Объединённых Наций по промышленному развитию (ЮНИДО).
Советская Белоруссия стала участницей важных договоров по сдерживанию гонки вооружений: о запрещении испытаний ядерного оружия в атмосфере, космическом пространстве и под водой (1963), о принципах деятельности государств по исследованию и использованию космического пространства (1967), о запрещении размещения на дне морей и океанов и в его недрах ядерного оружия (1971), о запрещении разработки, производства и накопления запасов бактериологического (биологического) и токсичного оружия и его уничтожения (1972). В 1968 году БССР поддержала проект Договора о нераспространении ядерного оружия в Генеральной Ассамблее, но не стала участницей этого договора. Кроме того, страна выступила соавтором Декларации социального развития (1969), Декларации об использовании научно-технического прогресса в интересах мира и на благо человечества (1975). БССР подписала и ратифицировала Конвенцию об исключении срока давности за военные преступления и преступления против человечества (1969).

### В контексте Холодной войны
На фоне развернувшейся Холодной войны Советская Белоруссия принимала активное участие в 1946—1950 годах в обсуждении «испанского вопроса». Она была одним из инициаторов принятия 12 декабря 1946 года резолюции Генеральной Ассамблеи, которая квалифицировала режим Ф. Франко как фашистский. В период Корейской войны делегация БССР выступала за мирное урегулирование и вывод из Кореи всех иностранных войск. Дипломаты республики осудили «доктрину Трумэна» и «план Маршалла». По китайскому вопросу страна выступала за передачу места Тайваня в СБ ООН КНР. С началом деколонизации в Азии и Африке республика поддерживала национально-освободительные движения и страны, что находились в конфронтации с западными державами и их союзниками, в частности, Индонезии (по вопросу антиколониальной войны), Алжира (по вопросу антиколониальной войны), Египта (по вопросу Суэцкого кризиса), арабских государств (в арабо-израильском противостоянии). Касаемо Конголезского кризиса делегация БССР призвала осудить интервенцию Бельгии и потребовать от бельгийского правительства вывода своих войск из Республики Конго. В 1980 году она проголосовала против резолюции ГА, которая квалифицировала ввод советских войск в Афганистан как иностранную интервенцию.
В период горбачёвской перестройки БССР, также как и общесоюзное руководство, изменила подход к проблематике Холодной войны: вместо конфронтации дипломаты перешли к корректным и уважительным высказываниям.
На площадке ООН белорусские дипломаты использовали аргументацию и оценки, даваемые в выступлениях руководителей общесоюзной делегации, в зависимости от ситуации усиливая или ослабляя их. Позиция Минска по вопросам проблематики отношений двух блоков зависела от общесоюзной внешнеполитической линии. Возможность проявления какой-либо самостоятельности или инициативы со стороны белорусской делегации по политическим вопросам Холодной войны исключалась. Белорусские представители выполняли только ограниченные тактические задачи в рамках распределения функций между делегациями «советского блока». На каждой сессии ГА белорусская делегация отстаивала позиции социалистического лагеря.

### В Совете Безопасности
В 1974—1975 годах БССР являлась непостоянным членом Совета Безопасности ООН.
Как вспоминал тогдашний постоянный представитель БССР в ООН В. Смирнов, Минск принял решение выдвинуть свою кандидатуру ещё в 1970 году. Данное поручение для дипломата оказалось достаточно сложным. Выполнить задачу удалось лишь спустя четыре года. В этом деле БССР столкнулась с рядом трудностей. Сперва республике нужно было заручиться поддержкой стран Восточной Европы, но при первой попытке выяснилось, что свою кандидатуру выдвинула Польша, которая ранее уже избиралась непостоянным членом Совбеза. Дипломаты попытались договориться с Варшавой и другими восточноевропейскими государствами, но добиться желаемого не удалось. Во второй раз конкуренцию составила Чехословакия. Смирнов поддержал кандидатуру Праги с условием, что в следующий раз будет избрана БССР.
Далее, благодаря усилиям белорусских дипломатов, удалось заручиться поддержкой стран Запада и остального мира. Наибольшие трудности возникли с постпредом США в ООН Джорджем Бушем-старшим, так как между американской и белорусской делегациями сложились достаточно натянутые отношения. Тем не менее Смирнов смог убедить его проголосовать за БССР, апеллируя к тому факту, что она является одной из стран-основателей организации. Таким образом, в сентябре 1973 года за кандидатуру Советской Белоруссии в непостоянные члены СБ ООН на 1974—1975 года проголосовали 112 стран из 123.
Белорусская делегация приняла участие в 109 официальных и 150 неофициальных заседаниях Совбеза. Республика включилась в работу по проблеме ирано-иракского пограничного спора, выступая в роли члена контактной группы. В большей степени Минск пытался удовлетворить пожелания Ирака, за что МИД страны выразил белорусской делегации благодарность. Далее республика занималась Кипрским кризисом: БССР проголосовала за Резолюцию СБ ООН 353, выступив за территориальную целостность Кипра и вывод иностранных войск. Кроме того, Минск выступал с заявлениями по проблеме апартеида в ЮАР, ближневосточным конфликтам, антиколониальной борьбе.

## Отношения и связи
Дипломатические отношения БССР с иностранными государствами осуществлялись с помощью посольств и миссий СССР. В первое послевоенное десятилетие связи с зарубежными странами были незначительными. Причинами тому были и социально-экономические факторы (послевоенная разруха), и политико-идеологические (подозрения к иностранцам, борьба с низкопоклонством перед Западом). С середины 50-х годов ситуация начала меняться. Особенно ярко это проявлялось в торговле в связи с ростом экономического потенциала страны, который привёл к увеличению экспорта товаров. Укреплению торговых связей способствовала широкая сеть автомобильных, железнодорожных, воздушных, водных путей сообщения через территорию Белоруссии. 2/3 экспорта приходилось на страны Совета экономической взаимопомощи, остальное — «третий мир» (10 %) и капиталистические государства (20 %). Однако самостоятельного выхода на внешние рынки у Минска не было. Этими вопросами занималось Министерство внешней торговли СССР при содействии Торгово-промышленной палаты БССР.
В социалистические страны поставлялись оборудование для строительства энергетических объектов, предприятий металлургической и металлообрабатывающей отраслей промышленности, минеральные удобрения, товары народного потребления. Для развивающихся стран продавали трактора, автомобили, металлообрабатывающие станки, изделия электротехнической, лёгкой промышленности. В капиталистическом лагере пользовались спросом белорусские велосипеды, часы, фотоаппараты, стекло, другие товары. Хорошо шла на экспорт продукция текстильных и швейных предприятий: льняные и хлопчатобумажные ткани, полотенца, скатерти, бельё. Из-за рубежа в Беларусь шли химические товары, ЭВМ, станки, товары народного потребления. При поддержке ГДР, Кубы, ПНР и ЧССР в Мозыре создан завод кормовых дрожжей. В 70-е годы с рядом предприятий государств соцлагеря установлены прямые контакты. Проходил обмен опытом, практиковались стажировки.
В сфере культуры проводилась политика по популяризации белорусской литературы, шла активная работа по переводу произведений на иностранные языки. Налаживалось сотрудничество между художественными коллективами. Важное место заняли дни культуры зарубежных стран в Беларуси и наоборот. Кроме того, контакты налажены также в науке и образовании. Так, например, исследовательские институты и лаборатории Академии наук БССР координировали и проводили исследования совместно с учёными различных учреждений Польши, Венгрии, Чехословакии и других стран. Десятки тысяч иностранных граждан получили среднее специальное и высшее образование в Белоруссии, в то время как белорусские учёные и преподаватели работали в учебных заведениях Афганистана, Кубы, Индии и других стран. С 70-х годов контакты в научно-образовательной сфере, в основном с соцстранами, приобрели постоянный характер. За указанное десятилетие свыше 13 тысяч иностранцев из развивающихся государств получили специальности в БССР. К 1986 году 10 белорусских ВУЗов установили сотрудничество с 16 зарубежными партнёрами.
Значительную роль в развитии контактов сыграло Белорусское общество дружбы и культурной связи с зарубежными странами (бел. Беларускае таварыства дружбы і культурнай сувязі з замежнымі краінамі). На 1 января 1990 года в составе действовали 12 республиканских отделений всесоюзных объединений. Среди таковых — Общество советско-польской дружбы (с 1958 года), Советское общество дружбы с Германией (с 1958 года), Общество советско-китайской дружбы (с 1958 года), Общество советско-болгарской дружбы (с 1961 года), Общество советско-чехословацкой дружбы (с 1961 года), Общество советско-венгерской дружбы (с 1963 года), Общество СССР—Канада (с 1962 года), Общество СССР—Финляндия (с 1963 года), Общество СССР—Франция (с 1964 года), Общество советско-вьетнамской дружбы (с 1966 года), Общество советско-кубинской дружбы (с 1973 года), Общество советско-австрийской дружбы (с 1980 года). Действовало 10 областных, 38 городских и районных, 311 первичных организаций. В работе общества приняли участие видные культурные деятели БССР, в том числе Лариса Александровская, Григорий Ширма, Геннадий Цитович, Владимир Оловников, Максим Танк, Пимен Панченко, Иван Шамякин, Янка Брыль, Василь Быков, Андрей Макаёнок, Иван Мележ, Анатолий Вертинский, Мария Захаревич, Георгий Поплавский.
К 1980-м годам Советская Белоруссия существенно нарастила контакты с зарубежными странами. Увеличилось количество связей, вошли в практику новые формы и методы сотрудничества, расширилась география. Так, если во второй половине 50-х годов большая часть контактов республики приходилась на соседнюю Польшу, то постепенно в активное сотрудничество вступили ГДР, Чехословакия, Болгария, другие европейские государства. Объём и содержание контактов определялись высшим партийно-государственным руководством. Они в основном проводились на следующих уровнях: сотрудничество между областями БССР и административными регионами членов Варшавского Договора на основе двусторонних планов; осуществление партнёрских связей отдельных городов, предприятий и учреждений; проведение мероприятий в рамках планов и договоров Союза советских обществ дружбы, республиканским отделением которого являлось Белорусское общество дружбы и культурных связей с зарубежными странами; зарубежные контакты по линии общественных организаций республики (Белсовпроф, ЛКСМБ, Комитет молодёжных организаций БССР, Белорусский комитет защиты мира, творческие союзы БССР и др.).

## Оценки и значение
Как отмечал историк Н. Н. Мезга, Советская Белоруссия выступала лишь как инструмент в дипломатических комбинациях советского руководства. Его коллега В. Е. Снапковский писал, что белорусская дипломатия не проводила в ООН и других международных организациях в период существования СССР самостоятельной внешнеполитической линии. В связи с этим Минск не признавался международным сообществом как равноправный субъект международного права. 

Проголосовать не так, как союзная делегация — скандал, хотя временами мне казалось, что обычная человеческая логика, достойность требует от нас, что бы мы голосовали вместе с большинством, с Америкой. Нет, политика логики не признает. [...] А как голосовать? Приходилось подниматься и бежать к союзной делегации, которая сидела в другом конце зала, такое, между прочим, было дано указание — не стесняться, хотя газеты [американские] это и высмеивали. Да и наши шефы союзные высокомерно посмеивались. Мне это было оскорбительно.— Писатель и общественно-политический деятель И. Шамякин, который неоднократно участвовал в работе сессий Генеральной ассамблеи ООН.
Тем не менее, согласно Мезга, вступление в ООН «отвечало национальным интересам белорусского народа и способствовало формированию белорусской государственности». В совместной статье А. В. Давидович и С. А. Киселева писали, что за счёт выхода Минска на международную арену многие западные дипломаты и политики впервые услышали о БССР, узнали об участии белорусов в войне, культуре страны, отличиях белорусского и русского языков.
С точки зрения международного права участие членов федерации в международных отношениях имеет довольно ограниченный характер. Обычно федеративные государства не позволяют своим субъектам проведение собственной внешней политики, поскольку это подрывает основы государственного устройства. Однако руководитель СССР И. Сталин и его окружение, по заявлению Снапковского, совершили «революцию в теории и практике международного права», предоставив союзным республикам формально широкие конституционные полномочия в области внешней политики.
В. Г. Шадурский писал, что благодаря развитию внешних связей БССР в этой сфере был накоплен значительный опыт. Вне зависимости от оценок он стал основой для развития международных контактов независимой Беларуси. Возникли и получили развитие многие формы и направления сотрудничества. Были установлены контакты между предприятиями и учреждениями, деятелями культуры, сохранившиеся и в постсоветский период.

## Дальнейшее чтение
- К. В. Киселёв. «Записки советского дипломата» (1974).